# Quinto Júlio Cordino Caio Rutílio Gálico
Quinto Júlio Cordino Caio Rutílio Gálico (em latim: Quintus Julius Cordinus Gaius Rutilius Gallicus) foi um senador romano nomeado cônsul sufecto para o nundínio de setembro a outubro de 70 e novamente para março e abril de 85 com Lúcio Valério Cátulo Messalino.
Ele é geralmente citado apenas como Caio Rutílio Gálico, que o historiador Olli Salomies afirma ser o seu nome antes de sua adoção. Ele era membro da gente Rutília, de Augusta Taurinorum. O consenso geral é que o seu pai adotivo foi Quinto Júlio Córdio e, quando seu nome completo era utilizado, o antigo prenome "Caio" geralmente era omitido. Embora um Quinto Júlio Córdio tenha sido cônsul sufecto no ano seguinte, Salomies duvida que ele tenha sido seu pai adotivo, mas afirma que ele seria "sem dúvida um parente próximo".

## Carreira
Seu primeiro posto conhecido foi o de tribuno militar da Legio XIII Gemina em 52. Depois vieram as magistraturas de questor e edil curul e legado militar da Legio XV Apollinaris durante o reinado de Cláudio, que na época ficava na Panônia. Depois disto, ele foi governador da Galácia. Em 68, Gálico foi cooptado entre os sodais augustais, um colégio muito importante para a dinastia júlio-claudiana, o que indica que ele era bem-visto por Nero.
Apesar disto, Gálico também era bem-visto por Vespasiano, de quem recebeu seu primeiro consulado em 70. Neste mesmo ano foi admitido no colégio dos pontífice. Depois disto, foi procônsul da África entre 73 e 74, um posto que, assim como o proconsulado da Ásia, era considerado o pináculo da carreira senatorial no serviço ao imperador. Depois foi nomeado ainda governador da Germânia Inferior entre 76 e 78. Seu segundo consulado foi sete anos depois.
A última posição conhecida de Gálico foi de prefeito urbano de Roma, onde estava em 91. Estácio dedicou-lhe um poema ("Silviae", 1.4) celebrando sua recuperação de uma enfermidade. Porém, a recuperação foi breve, pois o próprio Estácio relata que ele morreu desta mesma doença no prefácio de seu primeiro livro, publicado não muito depois.

## Família
Gálico era casado e o nome de sua esposa é conhecido a partir de uma inscrição encontrada em Augusta Tauricorum, Minícia Petina.